# La vida entera
La vida entera é uma telenovela venezuelana exibida em 2008 pela Venevisión.

## Elenco
- Anastasia Mazzone, como Julieta Torres
- Jorge Reyes, como Salvador Duque
- Carlos Montilla, como Cristóbal Duque
- Marlene De Andrade, como Laly Falcon
- Beatriz Valdés, como Olympia de Duque
- Carlos Mata, como Facundo Montoya
- Gustavo Rodríguez, como Napoleon Duque
- Crisol Carabal, como Titina San Juan
- Gledys Ibarra, como Pasion Guerra
- Carlos Cruz, como Prospero Bermudez
- Marisa Román, como Carlota Duque
- Roque Valero, como Miky Mata
- Luis Gerónimo Abreu, como Guillermo Maduro
- Tania Sarabia, como Primitiva Pérez
- Cesar De La Torre, como Juancito
- Lourdes Valera, como Rosa
- Héctor Manrique,como Licenciado Mechan
- Daniela Bascopé, como Natalia Montoya
- Henry Soto, como Segundo Durán
- Roberto Lamarca, como Tamanaco Rangel
- Beatriz Vázquez, como Luz Mediante
- Basilio Alvarez, como Phillipie Centeno
- Paula Woyzechowsky, como Perla
- Mariaca Semprum, como Marivi Bello
- Adolfo Cubas,
- Andreína Yépez, como Tesoro
- Adriana Romero,
- Alejandro Corona,como Canelon
- Pedro Durán, como Mancha
- Paula Bevilacqua
- Iván Romero
- Fernando Villate
- Cristóbal Lander
- Yina Vélez
- Ligia Duarte
- Anna Massimo
- Daniela Maya como Lucia Durán
- Carlos Dagama como Daniel Torres